# Porcellio ferrugineus
Porcellio ferrugineus är en kräftdjursart som beskrevs av Brandt 1833. Porcellio ferrugineus ingår i släktet Porcellio och familjen Porcellionidae. Inga underarter finns listade i Catalogue of Life.